# Manit
Manit (manitol, D-manit) heksavalentni alkohol, sastojak koji je čest prirodi i glavni je sastojak u mani, kemijske formule C6H8(OH)6.
Manitol su otopine koje izazivaju osmotsku dijarezu. To je šećerni alkohol niske molekularne mase a najviše se upotrebljava kao osmotski diuretik jer se u bubreznim tubulima na resorbira i dovodi do osmotski aktivnih materija u kanalićima, tako da dolazi do povećane tubularnog protoka u urinu, a ukupna diureza je veća. Djelovanje nastupa 10-15 minuta nakon primjene a održava se 8h. Primjenjuje se kod edema mozga, akutnih napada glaukoma (povišeni očni tlak) i akutne renalne insuficiencije.